# Trendelmühle
Trendelmühle ist ein Gemeindeteil des Marktes Dürrwangen im Landkreis Ansbach (Mittelfranken, Bayern). Trendelmühle liegt in der Gemarkung Dürrwangen.

## Geografie
Die aus zwei Wohngebäuden bestehende Einöde liegt an der Sulzach. Im Süden erhebt sich der Lerchenbuck (451 m ü. NHN). Ein Anliegerweg führt nach Dürrwangen (0,4 km südwestlich).

## Geschichte
Die Fraisch über Trendelmühle war strittig zwischen dem ansbachischen Oberamt Feuchtwangen und dem oettingen-spielbergischen Oberamt Dürrwangen. Das Oberamt Dürrwangen war Grundherr der Mühle. An diesen Verhältnissen änderte sich bis zum Ende des Alten Reiches (1806) nichts. Von 1797 bis 1808 unterstand der Ort dem Justiz- und Kammeramt Feuchtwangen.
Infolge des Gemeindeedikts wurde Labertswend 1809 dem Steuerdistrikt und der Ruralgemeinde Dürrwangen zugeordnet.

### Baudenkmal
- Haus Nr. 2: Ehemalige Mühle, eingeschossiger massiver Putzbau mit Zwerchhaus, frühes 18. Jahrhundert, im 19. Jahrhundert verändert; Stall- und Scheunengebäude 2. Hälfte 19. Jahrhundert.[11]

### Einwohnerentwicklung
| Jahr      | 001818 | 001840 | 001861 | 001871 | 001885 | 001900 | 001925 | 001950 | 001961 | 001970 | 001987 | 001995 | 002005 | 002011 | 002017 |
| Einwohner | 5      | 4      | 8      | 6      | 9      | 6      | 10     | 4      | 4      | 3      | 2      | 0      | 0      | 0      | 0      |
| Häuser    | 1      | 1      |        |        | 1      | 1      | 1      | 1      | 1      |        | 1      |        |        |        |        |
| Quelle    | [ 13 ] | [ 14 ] | [ 15 ] | [ 16 ] | [ 17 ] | [ 18 ] | [ 19 ] | [ 20 ] | [ 21 ] | [ 22 ] | [ 23 ] |        |        |        | [ 1 ]  |

## Religion
Der Ort ist römisch-katholisch geprägt und war ursprünglich nach St. Peter und Paul (Halsbach) gepfarrt, seit Ende des 19. Jahrhunderts ist die Pfarrei Maria Immaculata (Dürrwangen) zuständig. Die Protestanten sind nach Zur Lieben Frau (Dorfkemmathen) gepfarrt.